# Ralf Weißleder
Ralf Weißleder (* 1962 in Hamburg) ist ein deutscher zeitgenössischer Künstler.

## Leben und Werk
Weißleder studierte von 1981 bis 1986 Kunstgeschichte und Ethnologie an der Universität Hamburg sowie 1982–92 Visuelle Kommunikation und Film an der Hochschule für Bildende Künste in Hamburg.
Neben eigenen fotografischen Arbeiten arbeitet Ralf Weißleder mit einem über Jahre gesammelten eigenen Archiv gesammelter Bilder. Ausgehend von ikonografischen Untersuchungen dieses Materials, u. a. aus populärer Fotografie, entstanden anfangs Arbeiten u. a. zu Ausdrucksgesten oder Körperteilen von Pin-Ups, in späteren Jahren thematische Bilderserien oder Ordnungssysteme.
Ab 2002 hatte Weißleder einen Lehrauftrag für Freie Kunst (Fachklasse für Medienkunst) an der Muthesius-Hochschule in Kiel. Ralf Weißleder lebt und arbeitet in Hamburg.

## Einzelausstellungen (Auswahl)
- 1991  Jane Birkin, Münzstraße 10, Hamburg
- 1995  Ralf Weißleders. Fotográfijas. Hamburg, Latvijas Fotográfijas Muzejs, Ríga
- 1997  Fotografien, Kunstverein auf dem Prenzlauer Berg (KAP), Berlin
- 2000  wegen kunstwegen, Städtische Galerie Nordhorn
- 2006  Ralf Weißleder, Galerie für Landschaftskunst, Hamburg
- 2010  Figure 3. The preferred 'Play' icon, Galerie für Landschaftskunst, Hamburg